# Le chant est libre
Albums de Patrick Fiori
Un air de famille
(2020)
Singles
1. Le chant est libre[1]
Sortie : 1er décembre 2023

Le chant est libre est le douzième album de Patrick Fiori sorti le 9 février 2024. Le troisième titre, Tout commence aujourd’hui, reprend le thème classique de la Pavane de Gabriel Fauré.

## Liste des titres
| 1.  | Le chant est libre                                                         | Patrick Fiori, Ycare   | Patrick Fiori, Ycare     | 3:42 |
| 2.  | Une autre danse                                                            | Patrick Fiori, Slimane | Meïr Salah, Yaacov Salah | 3:04 |
| 3.  | Tout commence aujourd'hui                                                  | Patrick Fiori, Ycare   | Patrick Fiori, Ycare     | 3:25 |
| 4.  | La Nuit (en duo avec Amel Bent)                                            | Alban Lico             | Alban Lico               | 3:56 |
| 5.  | Qu'est-ce qu'on était beaux (avec Claudio Capéo, Slimane, Soprano & Ycare) | Patrick Fiori, Ycare   | Patrick Fiori, Ycare     | 3:38 |
| 6.  | Un homme encore                                                            | Patrick Fiori, Ycare   | Patrick Fiori, Ycare     | 3:02 |
| 7.  | Les Blessures de son âge                                                   | Patrick Fiori, Ycare   | Patrick Fiori, Ycare     | 4:17 |
| 8.  | Quelque part dans notre espace                                             | Patrick Fiori, Ycare   | Patrick Fiori, Ycare     | 3:27 |
| 9.  | Hier, aujourd'hui, demain                                                  | Bruno Guglielmi        | Sevan Chouchayan         | 3:21 |
| 10. | Mon ange gardien                                                           | Yves Mayet             | Patrick Fiori            | 2:59 |
| 11. | Fraté                                                                      | Bruno Guglielmi        | Patrick Fiori            | 3:06 |
| 12. | Infini                                                                     | Instrumental           | Patrick Fiori            | 3:02 |